# Internationale Kampagne für Entschuldung und Entschädigung im südlichen Afrika
Die Internationale Kampagne für Entschuldung und Entschädigung im südlichen Afrika (englisch International Apartheid Debt and Reparations Campaign) wurde 1998 von Nichtregierungsorganisationen aus dem Südlichen Afrika, Europa und den USA gegründet. Sie setzte sich für die Streichung der im Apartheidsregime gemachten Schulden und die Entschädigung der Opfer der Apartheid ein.

## Entstehung der Kampagne
Am 16. Juni 1998, dem 22. Jahrestag der blutigen Niederschlagung des Aufstands in Soweto, wurde auf Initiative des Dachverbandes der südafrikanischen Nichtregierungsorganisationen (Sangoco), Gewerkschaften und Kirchen und mit Unterstützung zahlreicher Organisationen aus den Nachbarländern Südafrikas zu der Kampagne aufgerufen. Dem Aufruf schlossen sich mehrere Organisationen in der Schweiz, in Großbritannien, den USA und in Deutschland an.
In Deutschland wurde die Kampagnenarbeit von medico international und KASA (Kirchliche Arbeitsstelle Südliches Afrika) getragen.

## Forderungen
Die Forderungen der Kampagne lauteten
1. Die Gewährung von Krediten an das Apartheidregime und seine Unterstützer hat Schulden verursacht, die dazu benutzt wurden, die Menschen Südafrikas zu unterdrücken. Für deren Rückzahlung darf das demokratische Südafrika nicht verantwortlich gemacht werden.
2. Die Nachbarländer haben sich infolge der Destabilisierungspolitik des Apartheidregimes verschuldet und schwere soziale und ökonomische Schäden erlitten. Eine Rückzahlung dieser vom Krieg verursachten Schulden zu verlangen, würde den demokratischen Wiederaufbau gefährden.
3. Die bereits erfolgte Rückzahlung der mit der Apartheid verbundenen Anleihen ist auf dem Rücken der leidenden Bevölkerung geschehen. Dieses Geld soll für den Wiederaufbau des südlichen Afrikas zurückgegeben werden.
4. Unternehmen und Banken, welche die internationalen Sanktionsforderungen ignoriert haben, profitierten von der Apartheid. Sie halfen mit, das Apartheidregime an der Macht zu halten und verlängerten so das Leiden der Menschen des südlichen Afrika. Die beteiligten Firmen und Banken sollten den Menschen im Süden Afrikas dafür jetzt Entschädigung zahlen.[1]

Die Forderung nach Schuldenerlass in Südafrika basierte auf der völkerrechtlichen Doktrin der „Odious debts“. Diese besagt, dass Nachfolgeregierungen illegitimer Regime die Rückzahlung der Schulden ihrer Vorgänger ablehnen können, speziell bei illegitimen Absichten des Schuldners in der Verwendung der Kredite und bei fehlender Überprüfung des Legitimitäts-Status der Empfängerregierung durch den Kreditgeber.

## Arbeitsweise
Die Kampagne setzte anfangs vor allem auf Druck durch Öffentlichkeit. Durch die Schaffung von Medienereignissen, durch Information, internationale Kongresse und Lobbyarbeit sollten ihre Forderungen durchgesetzt werden. Eine zentrale Forderung der Kampagne war dabei die Veranstaltung einer internationalen Konferenz, bei der die betreffenden Unternehmen, Politiker, Kampagnenorganisationen und Opfergruppen zusammen eine Lösung finden sollten.
Aktionen zur Unterstützung der Kampagne fanden vor allem in Südafrika, Deutschland und der Schweiz statt, Auch in Sambia, Namibia, Irland und den Niederlanden und weltweit im Rahmen der Jubilee 2000-Kampagnen. Dabei handelte es sich um eine internationale Bewegung in über 40 Ländern, die für einen Schuldenerlass zum Jahrtausendwechsel arbeitete.

## Klage in den USA
Nachdem ihre Forderungen unerwidert blieben, schlugen die Organisatoren der Kampagne den Rechtsweg ein und begannen im Jahr 2002 in den USA Entschädigungsklagen von Opfern der Apartheid gegen Banken und Unternehmen einzureichen. Es wurden 20 internationale Firmen und Kreditinstitute – darunter die Deutsche Bank, die Dresdner Bank, die Commerzbank, Daimler Chrysler und Rheinmetall – auf Schadensersatz verklagt. Alle 91 Kläger waren Mitglieder der Gruppe Khulumani, dem größten Zusammenschluss von Apartheidopfern in Südafrika.
Im 2002 entschied des Bundesbezirksgericht in New York, die Klage nicht zuzulassen. Das Berufungsgericht entschied hingegen 2007, dass die Klage zugelassen werden muss. Der Supreme Court, das höchste Gericht des Staates New York, erklärte sich 2008 zwar für zuständig, jedoch waren zu viele seiner Richter befangen, weil sie Aktien der verklagten Firmen besaßen. Also wurde das untergeordnete Bundesbezirksgericht beauftragt, das die Klage zunächst abgelehnt hatte. Am 8. April 2009 wurde das Verfahren wieder eröffnet. 
Die Klage wurde 2013 endgültig abgewiesen.